# AutoScout24
AutoScout24 es la mayor y más importante plataforma en línea de anuncios clasificados, especializada en la venta de vehículos de segunda mano en casi todo el continente europeo. Esta empresa está presente en 18 países europeos y pertenece al grupo Scout24, que a su vez forma parte de T-Mobile, filial del grupo Deutsche Telekom.

## Historia
En los años 90, Nicola Carbonari y Nicolás Deskovic crean AutoScout24, que en un inicio se llamaba MasterCar, con tan sólo una oferta de 350 vehículos, sin llegar a acumular medio centenar de visitas diarias. En los primeros tiempos fue resistida por parte del sector automovilístico, al ser un negocio vinculado a Internet.
Actualmente el portal recibe 10 millones de visitas al mes y tiene un catálogo de dos millones de vehículos. Actualmente esta empresa se ha especializado en la venta de coches nuevos, además de aumentar el número de categorías en su catálogo, incluyéndose coches de segunda mano, motos y vehículos industriales. Además cuenta con un catálogo de profesionales y tiendas dedicadas a prestar diferentes servicios para automóviles. La tendencia cada vez mayor del uso de los teléfonos inteligentes hizo que la empresa libere una aplicación para teléfonos inteligentes en 2011.
Los principales hitos de AutoScout24 a través del tiempo son:
- 1998: Christopher Pommerening y Gerado Cabañas fundaron la filial española AutoScout24.es.
- 2002: la compañía comienza a obtener sus primeros beneficios.
- 2003: inicia la edición de los premios Internet Auto Award, creada por AutoScout24, para elegir el mejor coche europeo.
- 2004: el grupo Deutsche Telekom AG, a través de T-Online adquiere el grupo Scout24.
- 2007: se da el relanzamiento de la marca en toda Europa.
- 2008: la marca AutoScout24.es registra el 40% de los vehículos de segunda mano que se venden en España.
- 2011: se lanza un portal dedicado a anuncios clasificados de motos y la aplicación para el móvil.
- 2012: se crea el concepto del "vehículo mileurista" y se lanza la plataforma para vehículos industriales.